# イェムトランド地方
イェムトランド地方（イェムトランドちほう、Jämtland [ˈjɛ̌mːtland] ( 音声ファイル)）はスウェーデン北部ノールランドの地方の1つ。